# Перевалово (Калінінградська область)
Перевалово (рос. Перевалово) — селище Правдинського району, Калінінградської області Росії. Входить до складу Мозирського сільського поселення.
Населення —  35 осіб (2015 рік). 

## Населення
| 2002 | 2010 |
| ---- | ---- |
| 44   | ↘35  |